# 吉永萌
吉永　萌（よしなが すげる）は日本の医学者、医師。

## 略歴
熊本県出身。熊本県立玉名中学校（1910年卒業）、第五高等学校を経て、九州帝国大学医学部を大正6年に卒業した。
専門は内科学、公衆衛生学で、大学卒業後、直ちに九州帝国大学医学部第三内科教室に入局し、助手となった。
大正13年には九州帝国大学から医学博士号を受けている。
公衆衛生学の第一人者として、昭和の初期には欧米に出張し、欧米の工場衛生や医事衛生などを視察した。
その際の、初見を昭和12年に「吾が輩の出張報告欧米の工場衛生と医事衛生」と題して出版し、今現在でもその本は、産業医学・環境衛生学分野の初期資料となっている。
その後は、九州帝国大学医学部を退局し、福岡県の八幡製鉄所の附属病院の院長を終戦まで務めた。

## 著書
- 動物體溫ニ關スル實驗的硏究[2]
- 社会保険の実相と其の善導　給付と事務の手続集（昭和10年・東京医事新詩局）
- 吾が輩の出張報告欧米の工場衛生と医事衛生（昭和12年・東京医事新誌局）